# Papillaria
Papillaria är ett släkte av bladmossor. Papillaria ingår i familjen Meteoriaceae.

## Dottertaxa tillPapillaria, i alfabetisk ordning[1]
- Papillaria acinacifolia
- Papillaria araucarieti
- Papillaria bamforthiae
- Papillaria bazzaccoi
- Papillaria bipinnata
- Papillaria brasiliense
- Papillaria breviculifolia
- Papillaria brotheri
- Papillaria caldensis
- Papillaria callochlorosa
- Papillaria capillicuspis
- Papillaria catharinae
- Papillaria catharinensis
- Papillaria cordatifolia
- Papillaria crenifolia
- Papillaria crocea
- Papillaria densifolium
- Papillaria dilatata
- Papillaria filifunalis
- Papillaria flaccidula
- Papillaria flagellifera
- Papillaria flavolimbata
- Papillaria fulva
- Papillaria guarapiensis
- Papillaria hyalinotricha
- Papillaria longifolia
- Papillaria mosenii
- Papillaria perauriculata
- Papillaria perichaetialis
- Papillaria pilifolia
- Papillaria pseudoappressa
- Papillaria ptychophylla
- Papillaria renauldii
- Papillaria scariosa
- Papillaria socia
- Papillaria subaongstroemiana
- Papillaria subintegra
- Papillaria tenella
- Papillaria tijucae
- Papillaria trachyblasta
- Papillaria wagneri
- Papillaria warszewiczii
- Papillaria viridata
- Papillaria zeloflexicaulis